# Xavier Gosé i Rovira
Xavier Gosé i Rovira (Alcalá de Henares, 1876 - Lleida, 16 de març de 1915) fou un dibuixant, il·lustrador, artista i pintor català. Se'l considera una de les figures assenyalades de la il·lustració europea d'inicis del segle xx. La seva estètica, a mig camí entre l'Art Nouveau i l'Art Déco, ens situa davant un artista exquisit i elegant que va saber retratar com ningú el modus vivendi de la societat parisenca dels primers quinze anys del segle xx. El Museu Nacional d'Art de Catalunya i el Museu d'Art Jaume Morera de Lleida van celebrar una gran exposició retrospectiva que es va allargar durant els anys 2015 i 2016, en el marc de la celebració del centenari de la seva mort.

## Biografia
El seu pare era pèrit agrònom, fet pel qual Gosé va néixer a Alcalá de Henares, on el seu pare estava destinat. El pare va morir quan tenia quatre anys i Gosé va tornar a residir amb la família a Barcelona, on el 1894-95 era matriculat l'Escola de la Llotja.

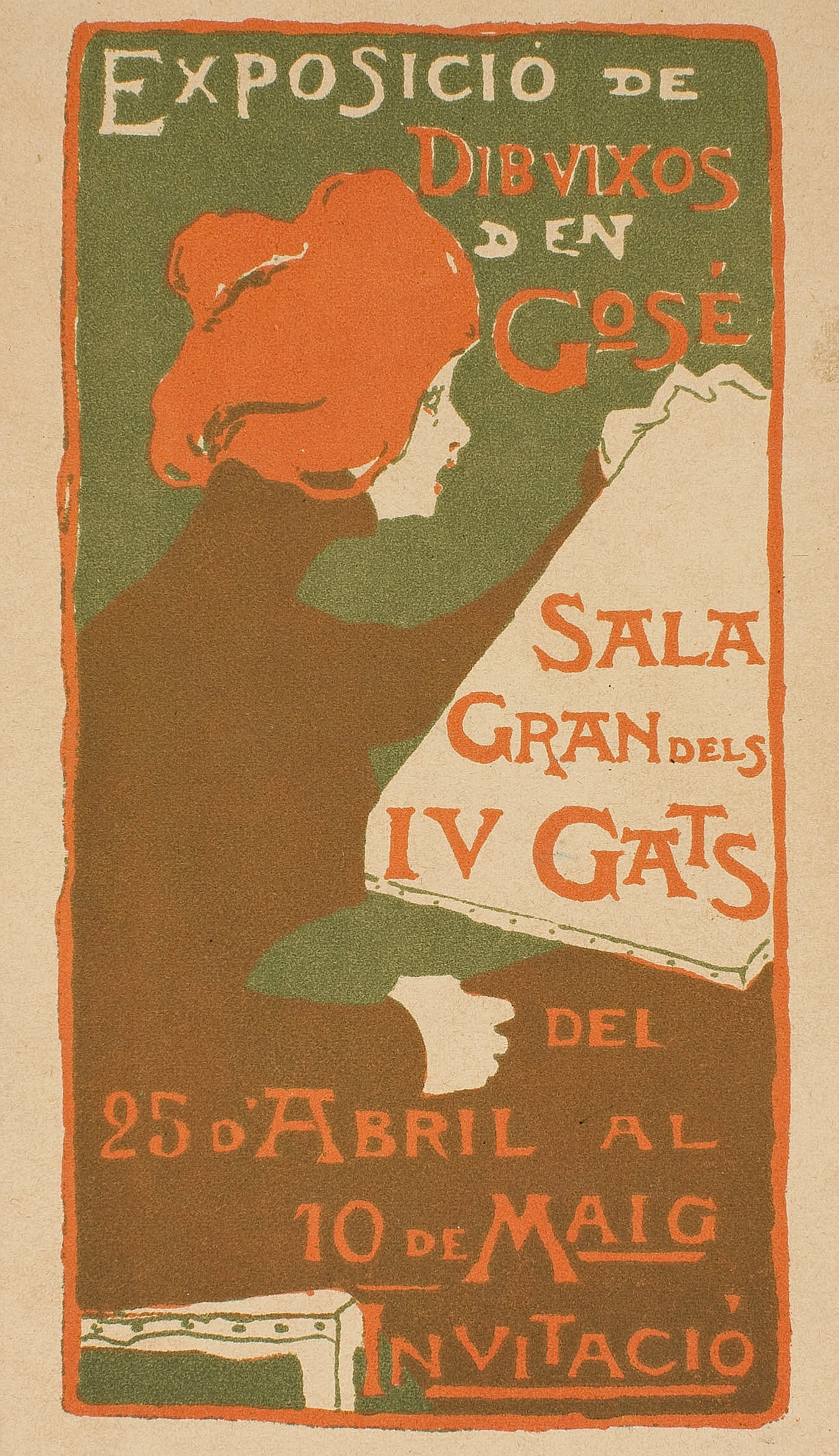
Exposició de dibuixos d'en Xavier Gosé als Quatre Gats l'any 1899

Va aprendre l'ofici de la mà de Josep Lluís Pellicer, i entre 1895 i 1898 col·labora amb revistes com L'Esquella de la Torratxa, Barcelona Còmica, Revista 4 gats, La Saeta, Il·lustració Llevantina o Hispania. Habitual dels Quatre Gats, el maig del 1899 va exposar-hi 38 dibuixos.
El juliol de 1900 va marxar a viure a París. Instal·lat a la rue Campagne Première de Montparnasse, l'octubre d'aquell mateix any ja va dibuixar la coberta de la revista Cocorico i feu diverses col·laboracions a Le Rire. No obstant això, li va costar començar a establir-se fins que el 1902, Le Rire i L'Assiete au Beurre li van dedicar un número monogràfic. Des de París continuava enviant dibuixos a Barcelona i publicant a revistes com Pèl & Ploma, Catalunya Artística, Simplicisimus o Jugend. Va ser en aquesta època quan va abandonar el dibuix de temàtica folklòrica (fonamentat en l'espanyolada i els arquetipus que l'acompanyaven) per un treball més refinat, centrat en la moda i la modernitat parisenca. L'adopció d'aquesta nova estètica li va obrir les portes de revistes molt destacades de l'època, com La Contemporaine, La Vie Illustrée, Sans Gêne, Le Frou-Frou, La Caricature, Le Témoin, Fantasio o La Vie en Rose. Gosé no només va treballar il·lustrant revistes, sinó que també dibuixava figurins, com els de Pepita Jiménez, d'Isaac Albéniz, o La Feria de Neuilly, de Gregorio Martínez Sierra.
Entre les seves exposicions més destacades es troben la celebrada a la Sala Parés l'any 1903, o l'exposició individual de la Sala Vilches de Madrid (1909). També va participar en l'exposició d'art espanyol i industrial decoratiu que tingué lloc a Madrid el 1910 i que itinerà a Mèxic en el primer centenari de la independència del país. El 1911 exposà a les Galeries Dalmau i a la galeria Georges Petit de París, i el 1913 la seva obra es mostrà a les galeries Philipon de Buenos Aires. Gosé també va participar molt activament en l'Exposició d'Artistes Lleidatans de la festa major de Lleida de 1912, dissenyant el cartell i aportant una quinzena de dibuixos a la mostra.
Quan va esclatar la Primera Guerra Mundial va tornar a Catalunya, i la matinada del 16 de març de 1915 va morir al domicili familiar de Lleida, víctima de la tuberculosi. Aquell mateix any s'organitzà una exposició pòstuma de l'artista al Reial Cercle Artístic, on es pogué ordenar bona part del seu llegat, i l'any 1917, 123 obres que estaven en possessió de la seva mare van formar part de l'exposició inaugural del Museu d'Art Jaume Morera. Poc temps després, el patronat del museu, a proposta de Romà Sol, va crear una comissió per tal de negociar amb la mare de l'artista la compra d'aquestes obres per evitar que acabessin lluny de Lleida. Ignasi de Villalonga i Josep Piñol foren els encarregats d'efectuar la gestió, que es formalitzà en l'acord d'adquirir 56 de les 123 obres a canvi de 19.065 pessetes, abonant-ne 3.000 aquell mateix any i 2.000 els anys posteriors fins a completar l'import acordat.

## Historial d'exposicions
Individuals
- 1899: Els Quatre Gats
- 1903: Sala Parés
- 1909: Salón Vilches (Madrid)
- 1910: Galeries Dalmau

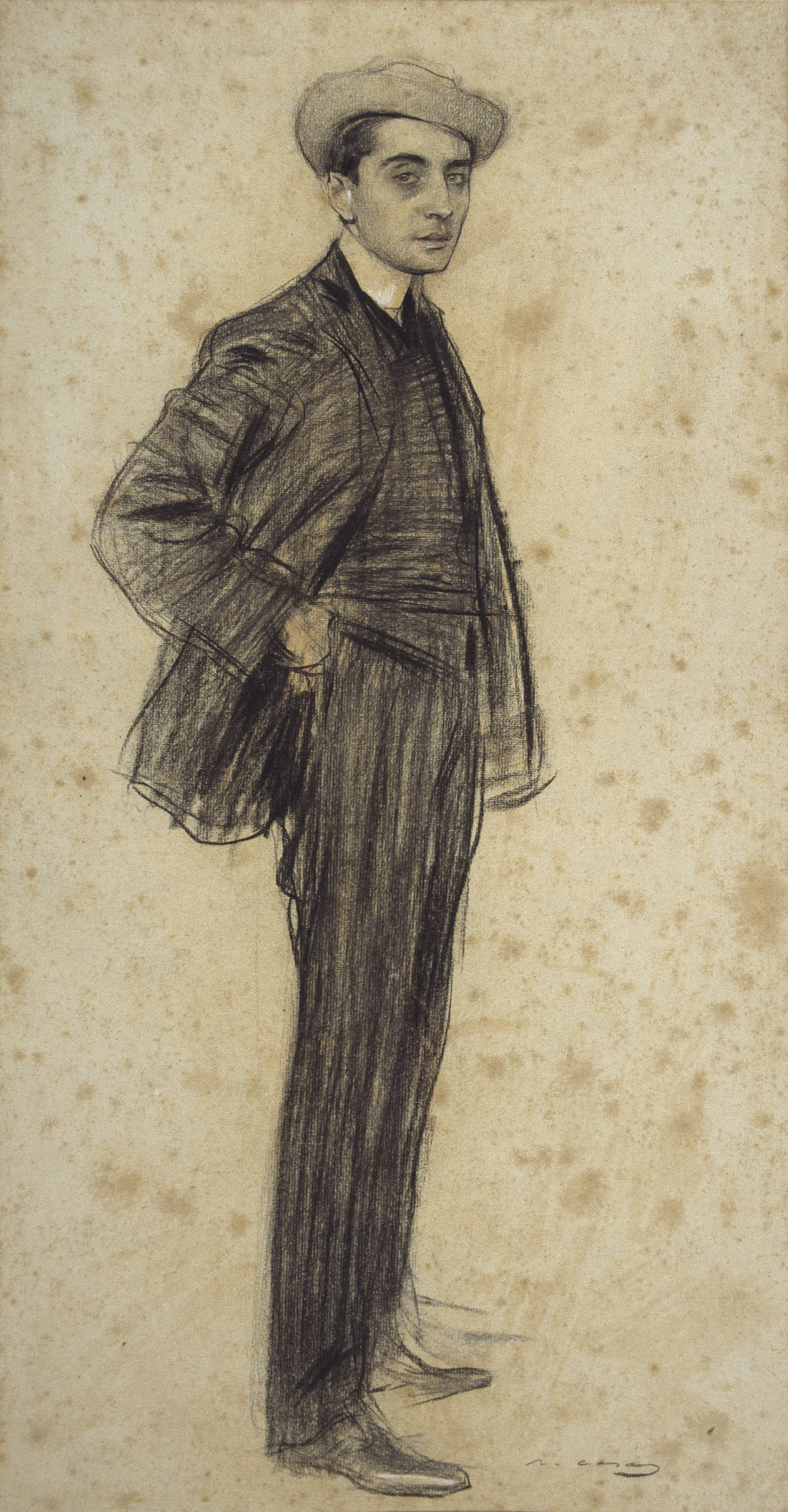
Gosé vist per Ramon Casas (MNAC).

- 1913: Galerías Philipon (Buenos Aires)

Col·lectives
- 1903: Saló de la Société Nationale des Beaux Arts (París)
- 1909: Galerie Devambez (París)
- 1909: Salon des Artistes Humoristes (Montecarlo)
- 1910: Galerie Georges Petit (París, exposició "La Comédie Humaine")
- 1911: Galerie Georges Petit (París)
- 1912: Brussel·les
- 1913: Galerie Reitlinger (París, exposició "La Femme et l'Enfant")
- 1914: Galerie Leveque (París, Londres, exposició "La Gazette du Bon Ton")
- 1914: Galerie Georges Petit (París, exposició "La Comédie Humaine")
- 1914: Hohenzollen-Kunstgewehaus

Pòstumes (monogràfiques)
- 1915: Cercle Artístic de Barcelona
- 1916: Associació d'artistes vascos (Bilbao)
- 1968: Institut d'Estudis Ilerdencs (Lleida)
- 1970: Sala Rovira
- 1972: Col·legi d'Arquitectes de Lleida
- 1973: Editora Nacional (Barcelona)
- 1984-5: Sala d'exposicions "La Caixa" (Lleida, Barcelona, València, Tarragona, Solsona, Cervera, Tàrrega, Balaguer)
- 1985: Sala d'exposicions "Caja Madrid" (Barcelona)
- 1985: Centre d'Estudis Catalans (París)
- 1999: Fundación cultural Mapfre Vida (Madrid, exposició "Xavier Gosé i el París de la Belle Époque")
- 2009: Museu d'Art Jaume Morera (exposició "Xavier Gosé (1876-1915). De la Barcelona dels Quatre Gats al París elegant")[2]
- 2012: Saragossa (exposició "Xavier Gosé y el París elegante")
- 2015-2016: Museu Nacional d'Art de Catalunya, Museu d'Art Jaume Morera (exposició "Xavier Gosé, il·lustrador de la modernitat")

### Exposició retrospectiva 2015-2016

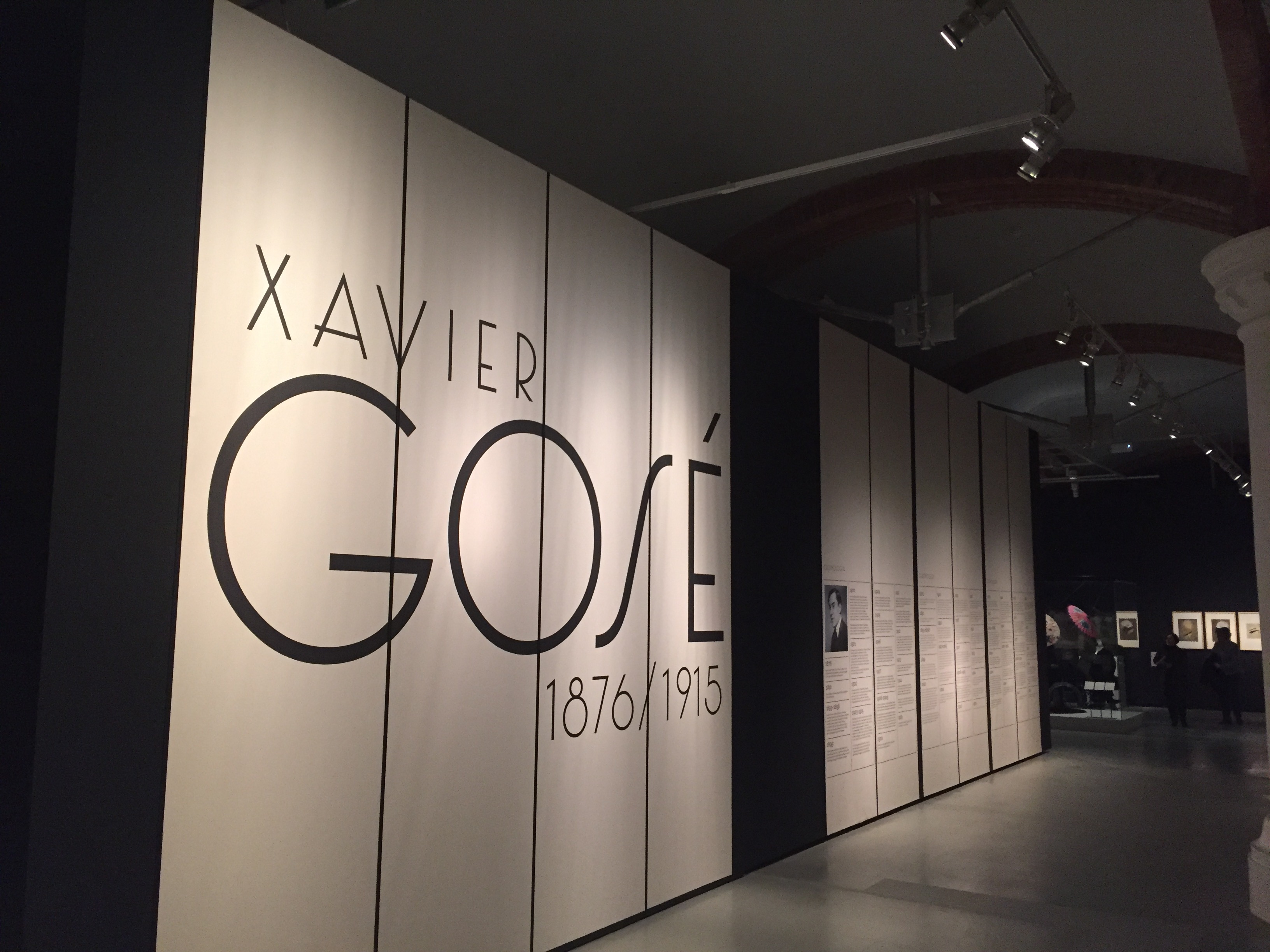
Imatge de l'entrada de l'exposició retrospectiva de Xavier Gosé al Museu Nacional d'Art de Catalunya

El Museu Nacional d'Art de Catalunya i el Museu d'Art Jaume Morera de Lleida van acordar l'organització conjunta d'una exposició dedicada a l'artista Xavier Gosé en el marc de la celebració del centenari de la seva mort. Aquesta mostra es presentà el desembre del 2015 a Barcelona i, posteriorment, el 2016 a Lleida. Aquesta exposició, fruit d'una revisió profunda de l'obra de Xavier Gosé, fou la més completa de les realitzades fins ara sobre l'artista, tot coincidint amb el centenari de la seva mort, i va permetre actualitzar el coneixement sobra la personalitat i l'obra d'un dels artistes catalans més internacionals dels inicis del segle xx.
L'exposició va revisar totes les seves etapes creatives, des de la Barcelona de Els Quatre Gats al París de la Belle Époque, i totes les seves facetes creatives, com a il·lustrador, però també com a pintor, dibuixant i dissenyador de moda. Es va nodrir fonamentalment de les col·leccions del Museu d'Art Jaume Morera i del Museu Nacional d'Art de Catalunya i va incorporar obres procedents d'altres institucions i col·leccions privades, amb la voluntat de reunir el millor de la seva obra coneguda i descobrir treballs inèdits que amplien la visió sobre la seva trajectòria creativa. L'obra de Gosé bascula entre el modernisme i l'art decó i s'inspira en la vida mundana dels cafès-concert, les midinettes, prostitutes, esnobs i passejants dels bulevards, en les curses de cavalls i els esportistes, i en Montmartre.
El seu traç refinat i elegant va copsar la moda i les siluetes de les millors firmes franceses a l'òrbita de Poiret, Worth, Paquin, Redfern, Doucet o Vionnet, i es va fer ressò de la geometrització cubista, la inspiració persa i els ballets russos, per esdevenir un referent internacional. La mostra va recrear l'univers estètic de Gosé i la seva empremta creativa en tota una generació d'artistes que van sublimar un temps que va quedar eclipsat per l'esclat de la Gran Guerra, tot coincidint amb la mort de l'artista quan estava al cim de la seva carrera.

## Galeria

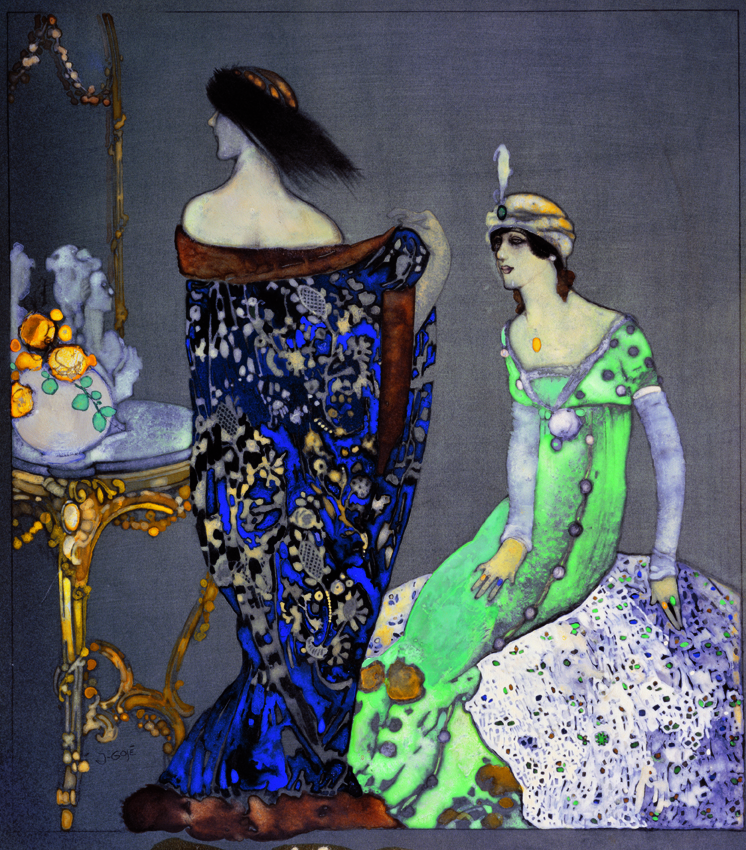
Le manteau bleu (1912), conservat al Museu d'Art Jaume Morera
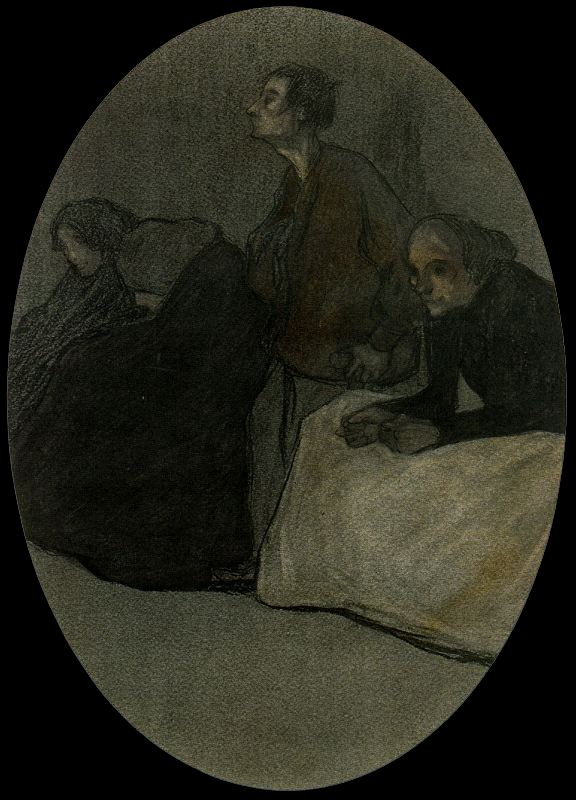
Gente de suburbio
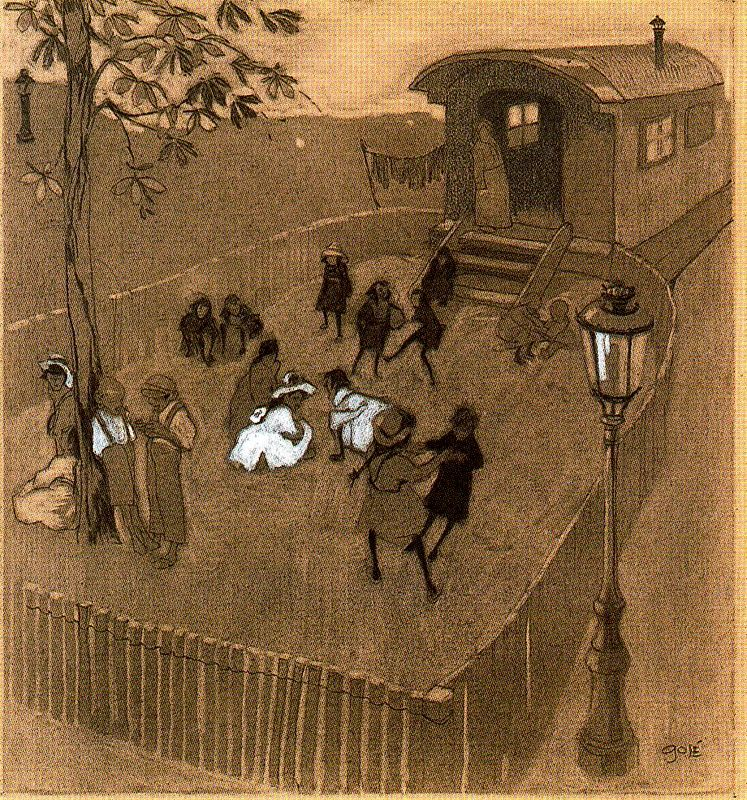
La barraca escuela
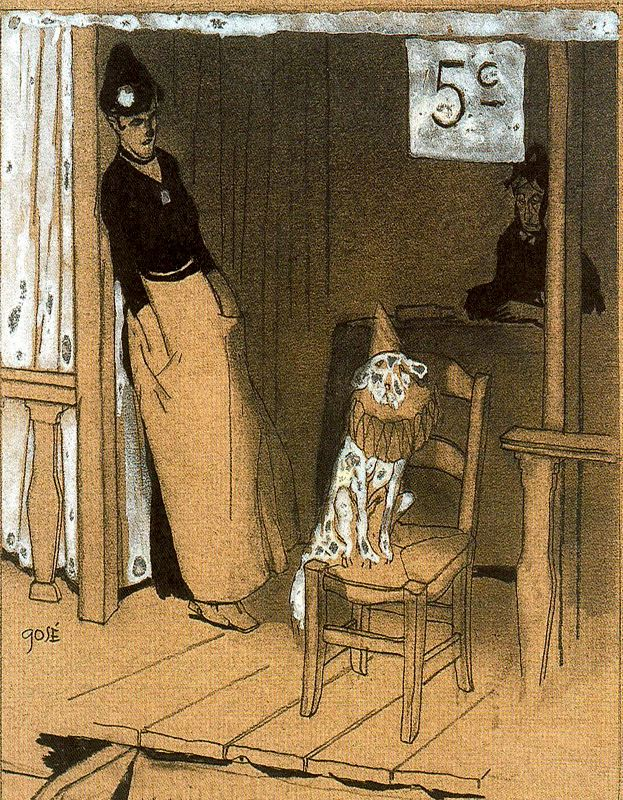
La barraca triste
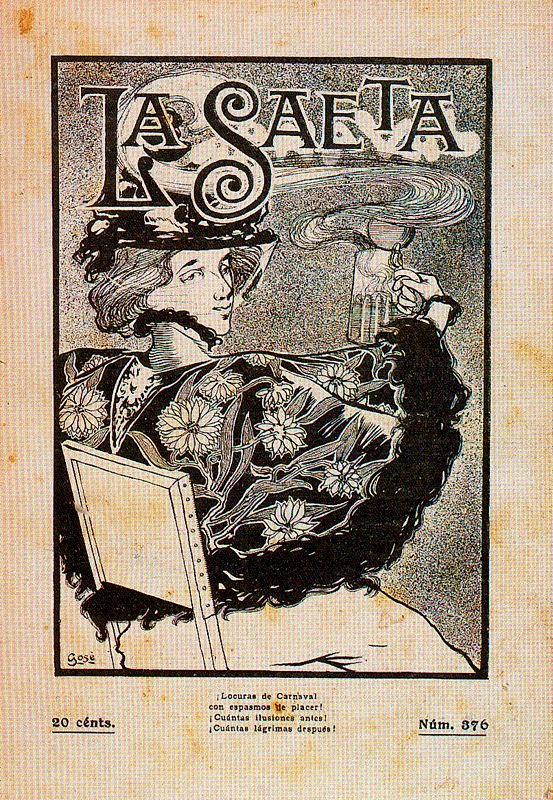
La saeta
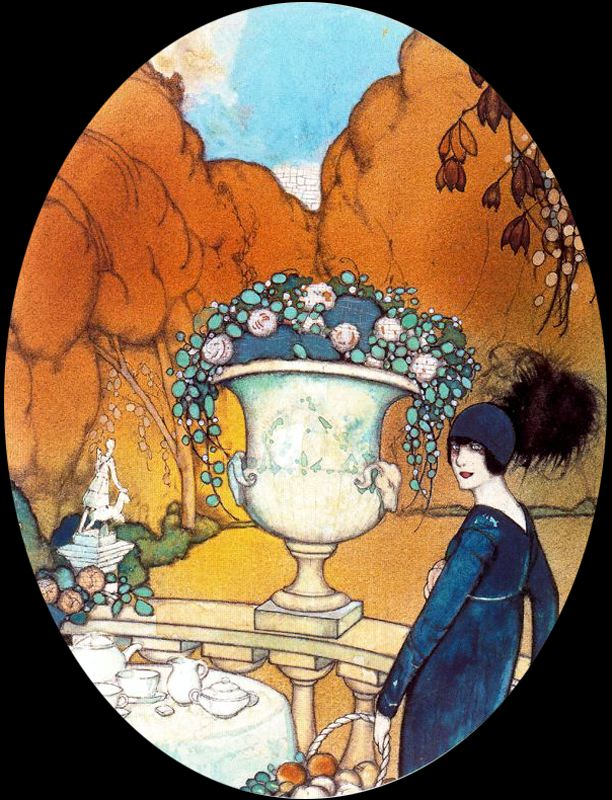
Sur la terrasse
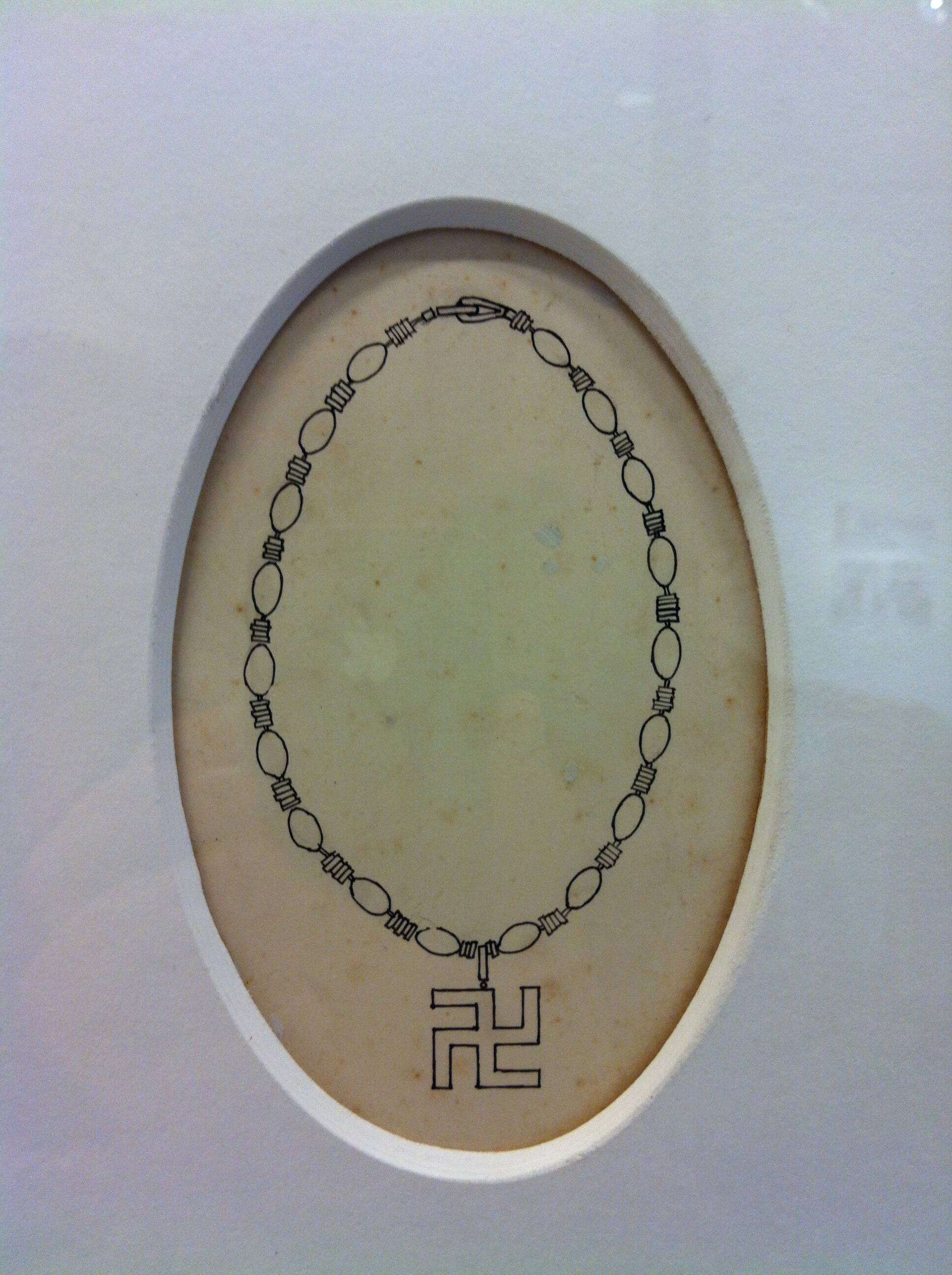
Models de joia